# YFN Lucci
Рэйшон Ламар Беннетт (родился 16 февраля 1991 года), более известен как YFN Lucci — американский рэпер, певец и автор песен из Атланты, штат Джорджия. В 2014 году он подписал контракт с лейблом Think It's A Game Entertainment и выпустил свой дебютный микстейп Wish Me Well.

## Биография
Рэйшон Ламар Беннетт родился в Атланте, штат Джорджия. Он вырос, слушая таких исполнителей, как 2Pac, Лил Уэйн, Jay-Z, The Diplomats, Ja Rule, Hot Boys, T.I., Jeezy и Fabolous. Рэйшон начал читать рэп в 16 лет. Старший брат YFN Lucci также является рэпером, известным под псевдонимом YFN KAY.

## Личная жизнь
В 2018 и 2020 годах Беннетт состоял в непостоянных отношениях с дочерью Лил Уэйна, Региной Картер. У него четверо детей от трёх разных женщин.

## Проблемы с законом
В начале 2021 года в Атланте, штат Джорджия, был выдан ордер на арест Беннета. Ему было предъявлено обвинение в стрельбе в декабре 2020 года, в результате которой 28-летний мужчина был убит, а ещё один человек ранен, как сообщило прессе Полицейское управление Атланты (APD). Помимо подозреваемого в стрельбе, APD также обвинило Беннета в «нападении с отягчающими обстоятельствами и участии в деятельности преступной уличной банды». Он был арестован 13 января 2021 года после того, как сдался полиции. Беннет был освобождён под домашний арест после внесения залога в размере 500 000 долларов 8 февраля 2021 года.
В мае 2021 года Беннетт оказался среди 12 человек, которым предъявлено обвинение по 105 пунктам по закону RICO. Ему были предъявлены обвинения, в том числе в рэкете, участии в преступной банде и других. Полицейское управление Атланты заявило, что Беннетт был членом Bloods. Адвокат YFN Lucci утверждал, что рэпер невиновен во всех обвинениях против него. 1 июня 2021 года судья округа Фултон отказал Беннету в залоге.

## Исполнение
Обсуждая, как он развил свой стиль пения в интервью Noisey, YFN Lucci сказал: «Когда я рос, у меня всегда был такой высокий голос. Я никогда не мог петь, понимаешь, но у меня был немного высокий голос, когда я говорил громко. Раньше я слушал Ja Rule. Я знал как делать рэп, и я писал свои стихи».

## Дискография
Студийные альбомы
- Ray Ray from Summerhill (2018)